# BMW G 650 X

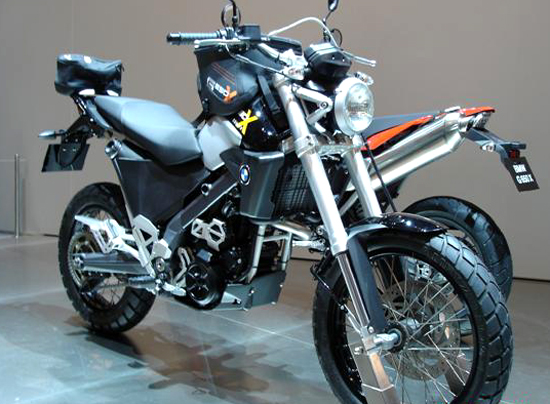
BMW G 650 Xcountry (2006)

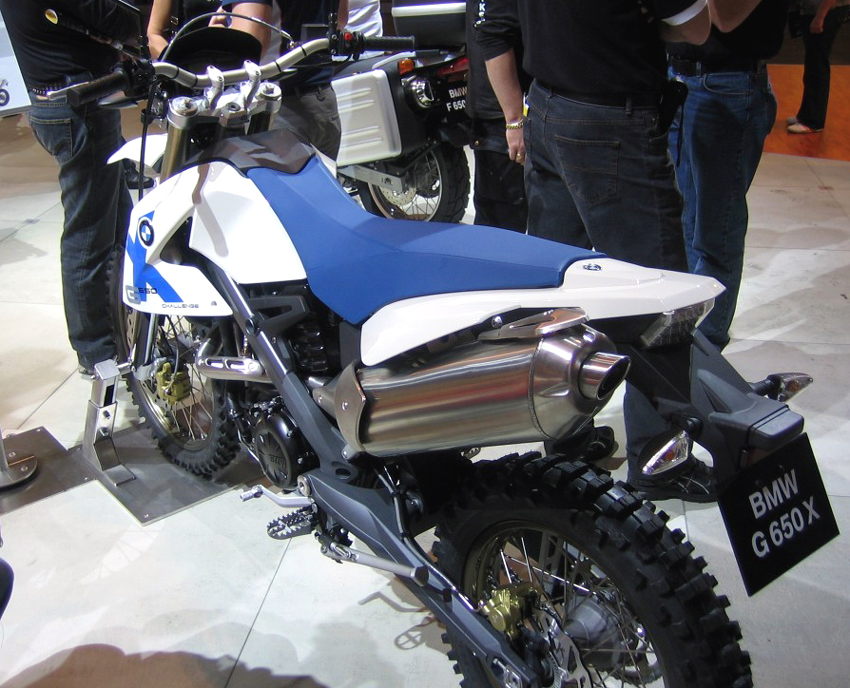
BMW G 650 Xchallenge (2006)

BMW G 650 X ist eine Motorradbaureihe des deutschen Fahrzeugherstellers BMW, bestehend aus den drei Modellen Xchallenge, Xmoto und Xcountry. Die Einzylinder-Motorräder wurden unter der Leitung von BMW zusammen mit Aprilia entwickelt, 2006 auf der Intermot in Köln präsentiert und bis 2009 im norditalienischen Aprilia-Werk in Scorzè endmontiert. Der Werkscode lautet K15.

## Konstruktion

### Antrieb
Der flüssigkeitsgekühlte Einzylindermotor von Rotax erzeugt aus 652 cm³ Hubraum eine Nennleistung von 39 kW (53 PS) und ein maximales Drehmoment von 60 Nm bei einer Drehzahl von 5250 min−1. Der Zylinder des Viertaktmotors hat eine Bohrung von ⌀ 100 mm Durchmesser, der Kolben einen Hub von 83 mm bei einem Verdichtungsverhältnis von 11,5:1. Der Zylinderkopf hat zwei kettengetriebene obenliegende Nockenwellen, die zwei Einlass- und zwei Auslassventile ansteuern. Der Kraftstofftank fasst 9,51 Liter.
Der Rotax-Motor beschleunigt das Zweirad in ca. 5 Sekunden von 0 auf 100 km/h und ermöglicht eine Höchstgeschwindigkeit von 170 km/h.
Ab 2008 wurde der Motor in China gefertigt (Außer XMoto).

### Fahrwerk
Das Fahrwerk baut auf einem Brückenrahmen aus Stahl mit Seitenteilen aus Aluminium und einem geschraubten Heckrahmen auf. Das Hinterrad wird von einer Zweiarmschwinge aus Aluminium, das Vorderrad von einer UpsideDown-Teleskopgabel mit ⌀ 45 mm Standrohrdurchmesser geführt. Sowohl vorne als auch hinten verzögert eine Scheibenbremse mit Zwei-Kolben-Bremssattel. Ein optionales Antiblockiersystem unterstützt die Verzögerung.

### Technische Daten
- Motorbauart: Ottomotor, Doppelzündung, geregelter Katalysator
- Kraftübertragung: Mehrscheiben-Ölbadkupplung, 5-Gang-Getriebe
- Federung/Dämpfung hinten: Zentralfederbein (Xchallenge: zentrales Luftfederbein)
- Trockengewicht:
  - 144 kg Xchallenge
  - 147 kg Xmoto
  - 148 kg Xcountry
- Leergewicht (90 % vollgetankt):
  - 156 kg Xchallenge
  - 159 kg Xmoto
  - 160 kg Xcountry

## Die Modelle

### G 650 Xmoto
Die Xmoto ist mit ihren langen Federwegen und Sportreifen mit geringem Negativprofilanteil eine Supermoto vergleichbar mit der KTM Duke. Sie rollt auf 17"-Leichtmetallguss-Rädern und bremst vorn mit einer 320 mm großen Bremsscheibe. Insgesamt wurden 2692 Xmoto gebaut und 768 in Deutschland verkauft.

### G 650 Xcountry
Die Xcountry ist ein typischer Scrambler, der auch für leichteres Gelände geeignet, aber an sich ein Straßenmotorrad ist. Sie rollt vorn auf 19"- und hinten auf 17"-Speichenrädern, die mit stärker profilierten Reifen bezogen sind. Insgesamt wurden 6462 Xcountry gebaut und 4529 in Deutschland verkauft.

### G 650 Xchallenge
Die Xchallenge ist eine klassische Enduro. Sie hat vorn einen hoch angebrachten Kotflügel und einen massiven Unterfahrschutz für den Motor. Dank der Speichenräder im 21"(vorn) und 18"(hinten)-Format kann die Xchallenge mit im Endurosport gängigen grobstolligen Reifen ausgerüstet werden. Sie ist mit einer Upside-Down-Gabel mit einstellbarer Dämpfung in Druck- und Zugstufe und wie die HP2 Enduro mit einem Luftfederbein ausgerüstet. Der Federweg beträgt vorne und hinten 270 mm. Die Bremsscheiben (vorne ⌀ 300 mm, hinten 240 mm) sind als Wave-Bremsscheiben ausgeführt. Der Kennzeichenträger mit den angebrachten Blinkern lässt sich für Geländeeinsätze abnehmen. Insgesamt wurden 3899 Xchallenge gebaut und davon 889 in Deutschland verkauft.

### G 650 GS
Unter der Bezeichnung G 650 GS und der Variante G 650 GS Sertão wird seit 2011 in Deutschland der Einzylinder-Nachfolger der bis 2007 produzierten BMW F 650 GS angeboten. Sie wurde in Berlin und bei Dafra Motos in Manaus produziert und teilt sich mit den anderen G 650 Modellen nur den Motor.

## Kritiken
„Insgesamt ist die BMW ein hervorragendes Bike, wird aber trotzdem keine Massenware wie es die F 650 GS einmal war. Dafür ist die Zielgruppe für dieses Bike einfach zu klein. BMW Neulinge werden ein Problem mit dem Preis haben, treue BMW Kunden ein Problem mit dem sportlichen Charakter bei etwas zu wenig Komfort im Sattel.“

„Die Xcountry markiert den Musterknaben von Roadster: alltags-, sogar leicht geländetauglich und absolut unkompliziert im Umgang. Der Einzylinder überzeugt mit Laufruhe, guten Manieren, Durchzugskraft und Drehfreude bei geringem Kraftstoffverbrauch.“